# Skorzęcin (ośrodek wypoczynkowy)

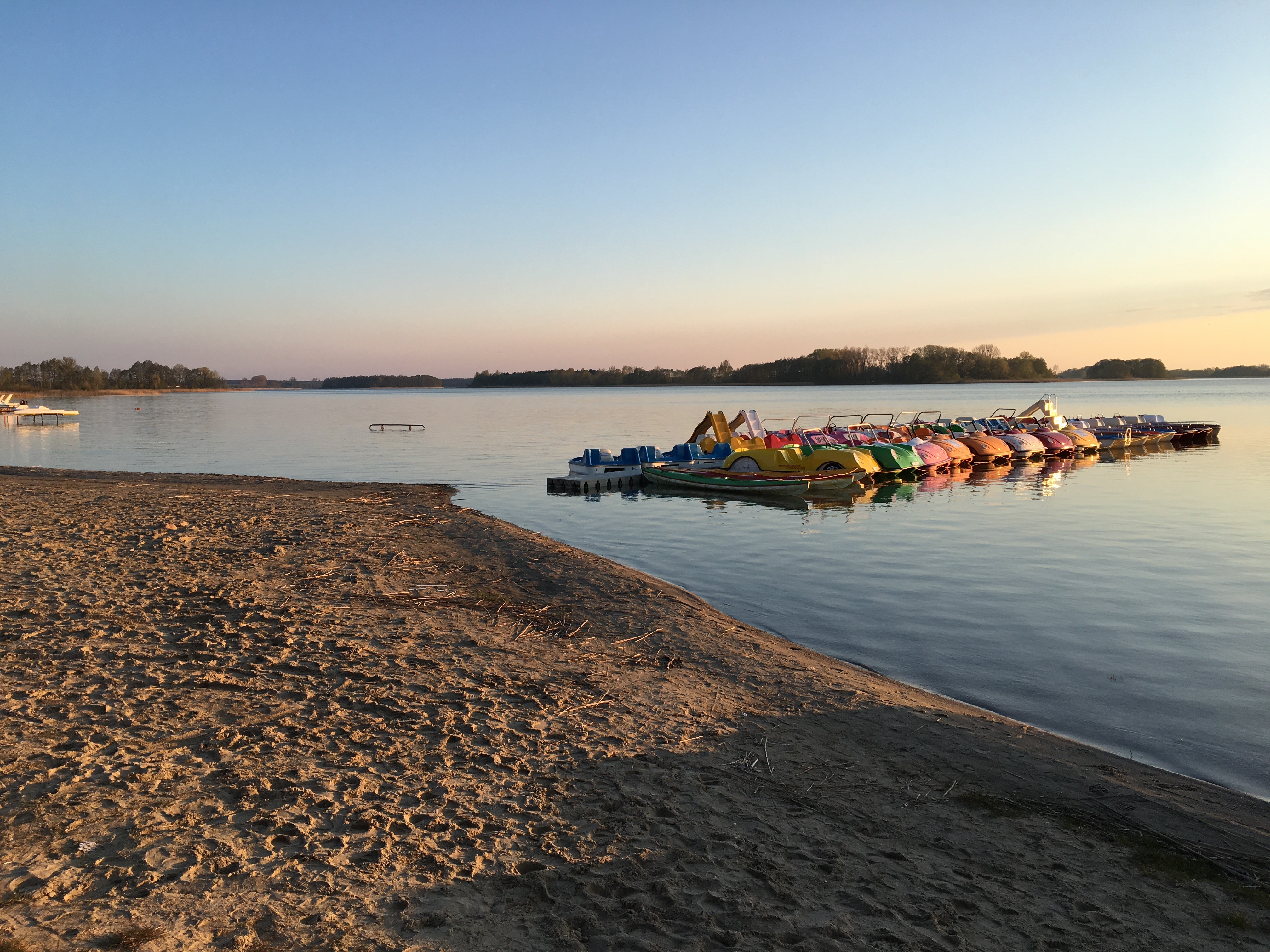
Rowery wodne w Skorzęcinie

Ośrodek Wypoczynkowy w Skorzęcinie – ośrodek wypoczynkowy położony w Skorzęcinie nad Niedzięglem o powierzchni 41 ha z 6000 miejsc noclegowych.

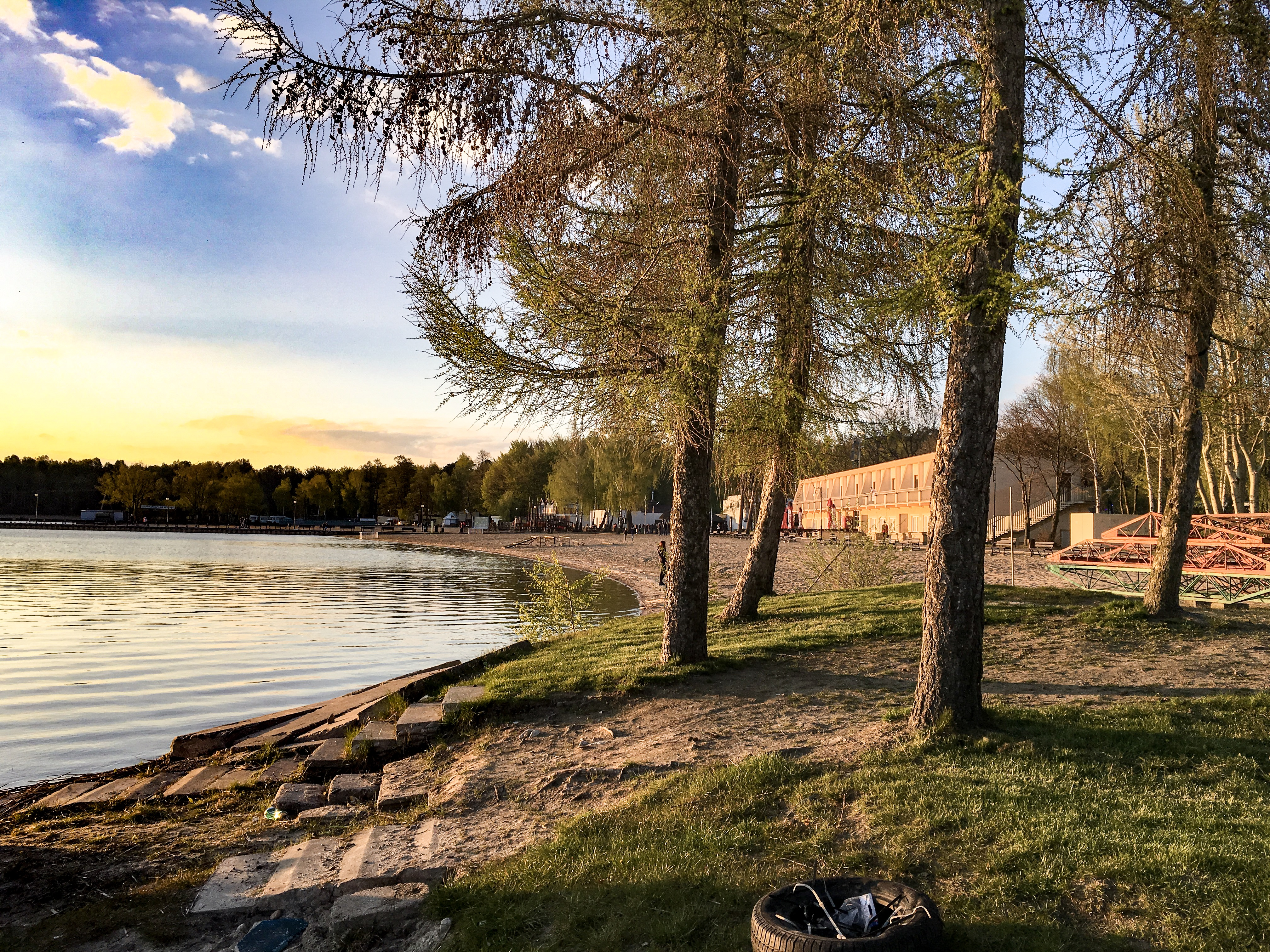
Plaża w Skorzęcinie

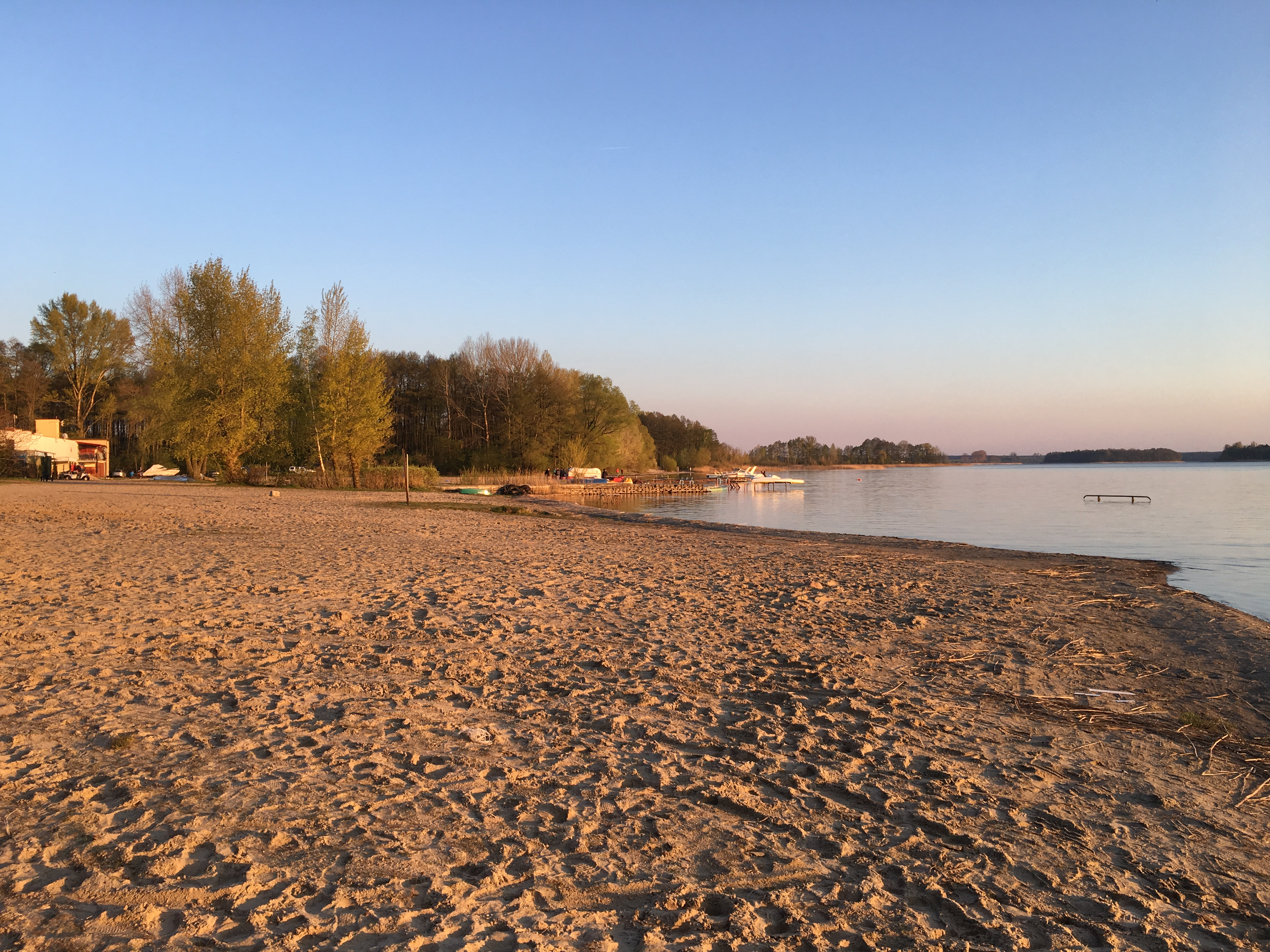
Skorzęcin plaża od drugiej strony

Ośrodek dysponuje wypożyczalnią rowerów wodnych oraz sprzętu wodnego (łódki, windsurfing, kajaki). Ponadto na jego terenie działa wesołe miasteczko. Obiekt dysponuje również kortami tenisowymi i boiskiem do piłki nożnej.

## Imprezy rekreacyjno-kulturalne
- turnieje Beach Soccera
- Mistrzostwa Polski Jachtów Żaglowych
- Międzynarodowe Mistrzostwa Polski Jachtów Żaglowych RC
- Otwarte Mistrzostwa w Pływaniu Długodystansowym